# Route nationale 22 (Algérie)
Pour les articles homonymes, voir Route nationale 22.
La Route nationale 22 (N22) est une route nationale algérienne reliant Béni Saf dans la wilaya de Aïn Témouchent à  la N6 au niveau de Mecheria, dans la wilaya de Naâma.

## Parcours
W1 Ben Ghenam
 N35A à El Amir Abdelkader
 W104 à Le pierre de chat 
 N35 à Remchi Nord
 N22A et  W71 à Remchi Sud
 N98 et  W45 à Hennaya
 A3 à Boujlida
 N22C et N7 à Tlemcen
 N22B et  W45 et  W107 à Sebdou
 N13 à El Aricha
 N6 et  W6 à Mecheria

Séléction de vues
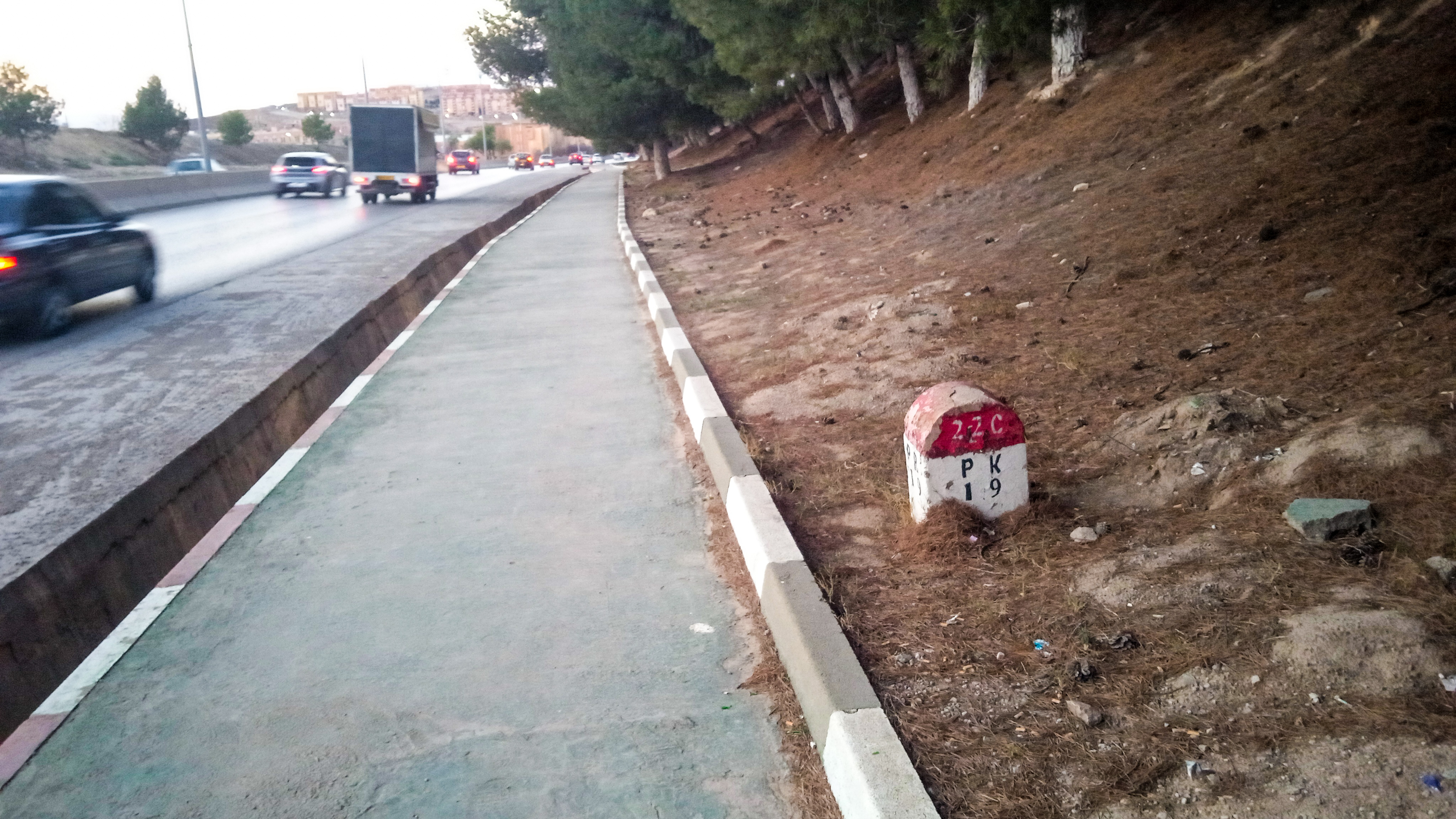
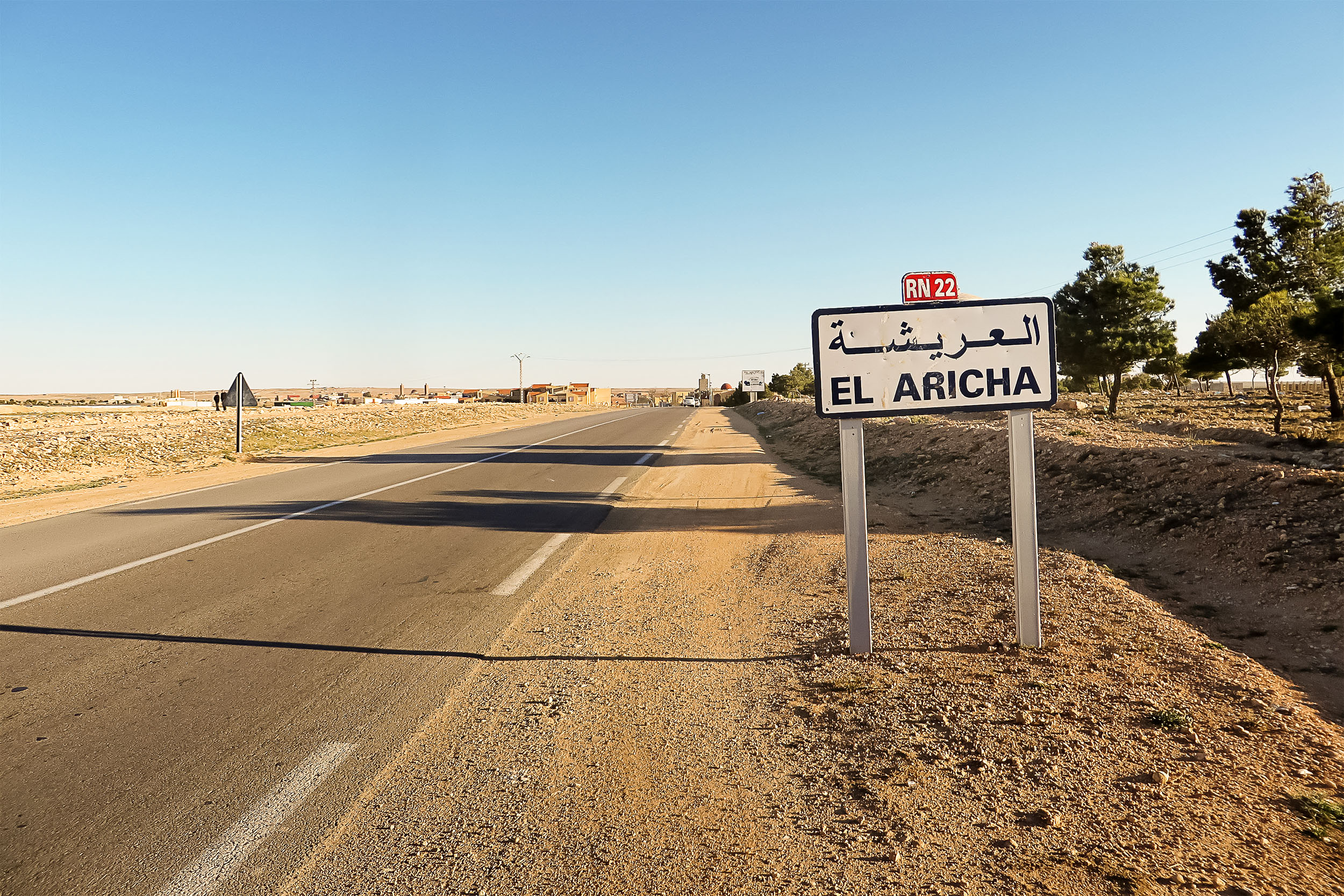
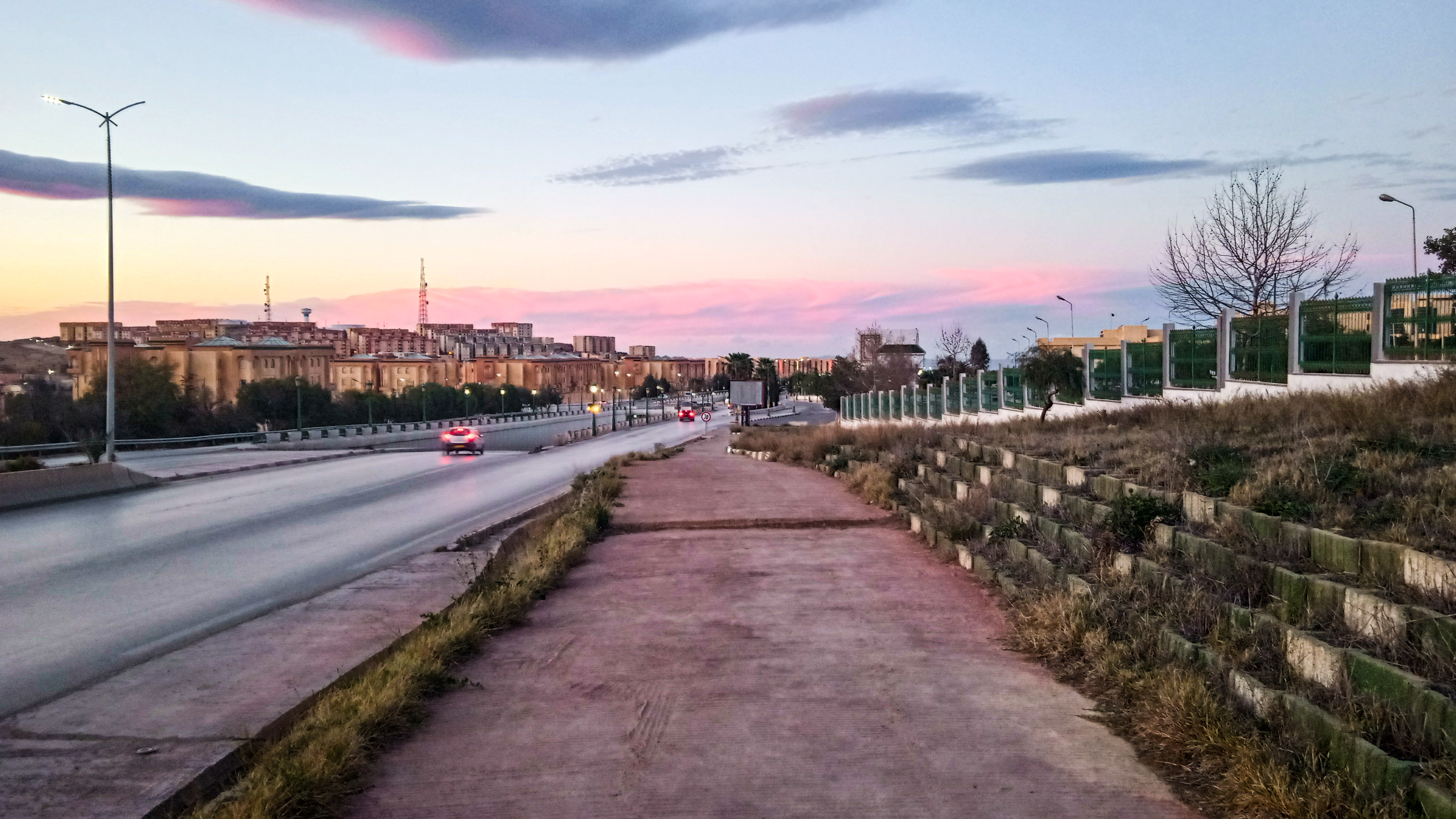